# Sarduri III
Sarduri III va ser rei d'Urartu de l'any 646 aC al 620 aC aproximadament.
Cap al 645 aC va enviar una ambaixada a Assíria notificant el seu accés al poder i per felicitar al rei per les seves victòries sobre Elam.
Tota l'època és molt confusa, i es tenen molt poques dades. Alguns autors fixen la durada del seu regnat entre els anys 639 aC i 635 aC. Després el regne desapareixerà en pocs anys.